# Đặc sản

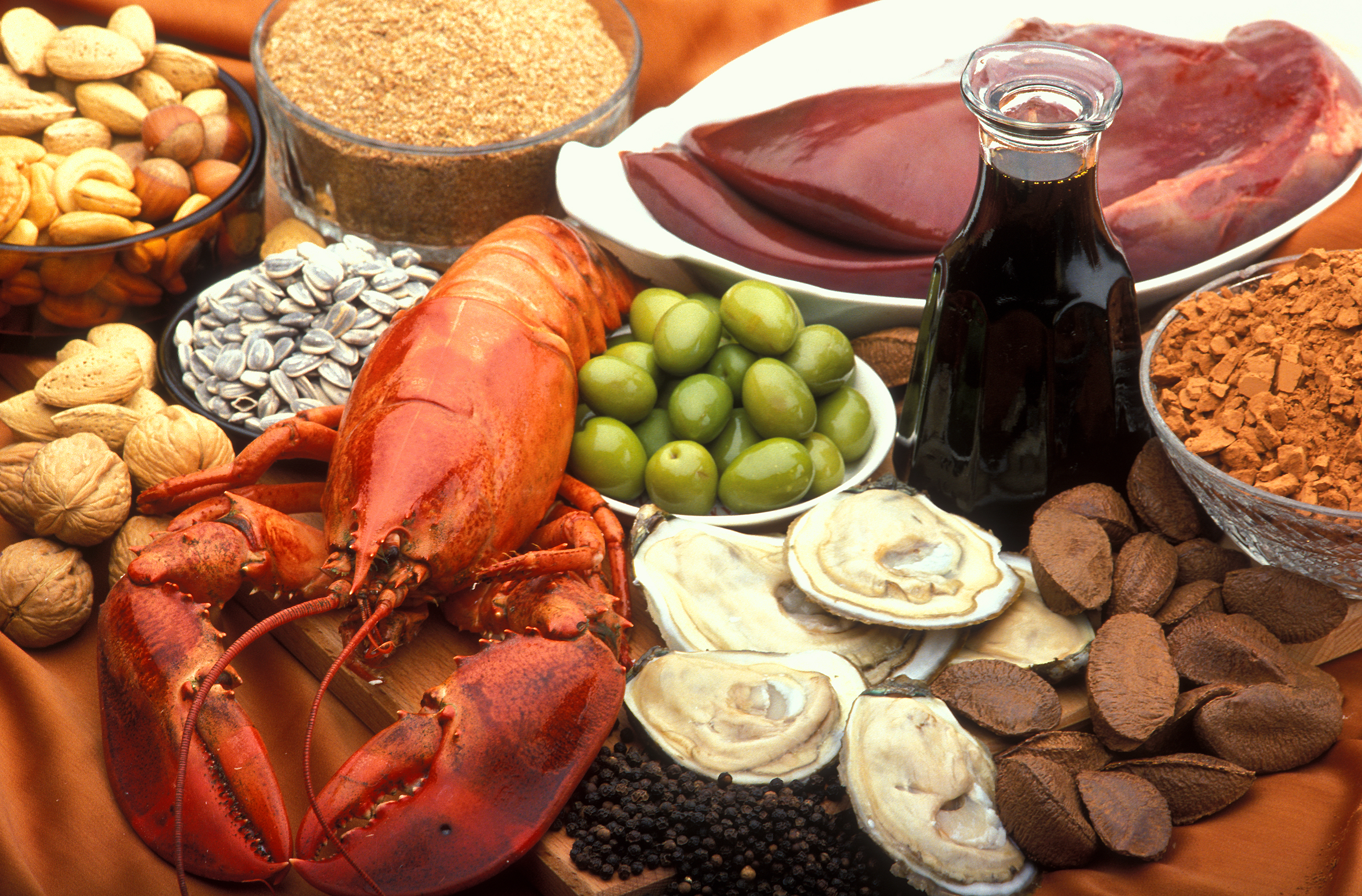
Các loại thực phẩm đặc sản

Đặc sản là tên gọi chỉ chung về những sản vật, sản phẩm, hàng hóa (thường là nông sản) mang tính đặc thù hoặc có nhiều điểm đặc biệt, riêng có mà xuất xứ từ những vùng, miền, địa phương và tạo nên những nét đặc trưng của một vùng, miền hay một địa phương nào đó. Khái niệm đặc sản cũng không nhất thiết chỉ về những sản phẩm, sản vật được ra đời đầu tiên tại vùng, miền hay địa phương nhưng nó mang tính chất thông dụng, phổ biến tại địa phương hay có chất lượng cao hơn hẳn những sản phẩm cùng loại và được nhân dân địa phương coi như sản phẩm truyền thống của địa phương mình.

## Thuật ngữ

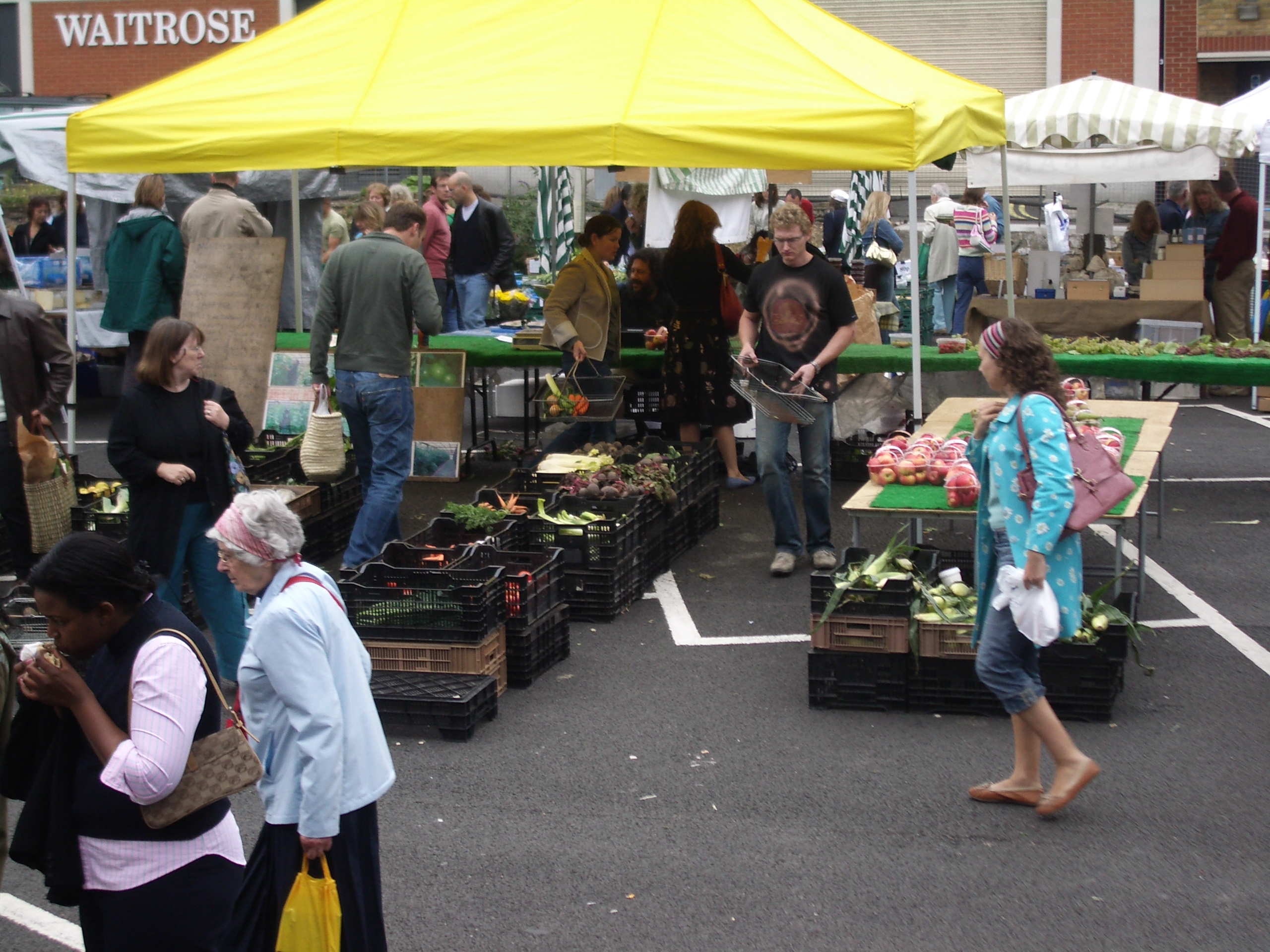
Một chợ đặc sản ở Mỹ

Trong tiếng Việt, đặc sản thường dùng để chỉ về lĩnh vực ẩm thực đặc biệt là những món ăn, thức uống, nguyên liệu, hương liệu, gia vị trong ẩm thực mang tính đặc thù của một địa phương, đặc sản thường được dùng là quà biếu trong mỗi chuyến đi, đến từ một vùng miền nổi tiếng về một loại đặc sản nào đó, nó còn có ý nghĩa trong hoạt động du lịch. Ở phương Tây, khái niệm đặc sản (local food) là một phần của khái niệm mua bán hàng hóa địa phương và nền kinh tế địa phương, và thường được những chế độ ưu đãi để mua hàng hoá sản xuất trong nước, vùng miền sản xuất. Đặc sản cũng không chỉ đơn thuần là một khái niệm địa lý dù những sản phẩm này có chứa những chỉ dẫn địa lý về vùng, miền, quốc gia nó xuất xứ.
Trong ẩm thực, đặc sản có thể là những món ăn, thức uống, thông dụng, phổ biến và có thương hiệu toàn cầu nhưng cũng có thể là những món ăn, thức uống gia truyền, bí truyền hay mang tính độc đáo chẳng hạn như những món ăn từ côn trùng, sâu bọ, ấu trùng hoặc từ những bộ phận, phủ tạng hoặc được chế biến bằng những phương pháp đặc biệt.

## Một số loại đặc sản
Một số loại đặc sản nổi tiếng trên thế giới từ nhiều nước khác nhau như:
- Cà ri, cà ri gà và sa tế của Ấn Độ
- Mía của Cuba (được Tố Hữu mô tả là "ngọt lịm đường" và xì gà La Habana
- Hủ tiếu Nam Vang xuất phát từ Campuchia của những người gốc Hoa.
- Kim chi của Hàn Quốc
- Spaghetti món Mì Ý, loại mì sợi nổi tiếng ở Ý
- Bánh mì Pháp, bánh sừng bò nổi tiếng tại nước Pháp
- Các món đặc sản truyền thống của Trung Hoa như: há cảo, sủi cảo, hoành thánh, màn thầu, điểm sấm, xíu mại, trà sữa trân châu, bánh bao hấp,… Cùng các món ăn gắn với các địa danh như vịt quay Bắc Kinh, cơm chiên Dương Châu, ngoài ra còn có các loại rượu Mao Đài, nữ nhi hồng,….
- Xúc xích bratwurst ở Đức.
- Kumis của Mông Cổ.
- Sushi, rượu sake ở Nhật Bản.
- Tom yum của Thái Lan.
- Sa lát Nga, một món Sa lát nổi danh
- Dầu ô liu ở vùng Địa Trung Hải
- Tóp mỡ và bo bo, đặc sản trong thời kỳ bao cấp ở Việt Nam
- Nhãn lồng ở Hưng Yên, ngoài ra còn các món chế biến từ thịt gà Đông Cảo
- Bánh đậu xanh Hải Dương (Bánh đậu xanh Rồng Vàng)
- Cốm làng Vòng
- Các loại phở như phở Bắc, phở bò, phở gà,… ở Hà Nội
- Bún bò Huế ở Huế, cùng với các loại bánh bèo, bánh nậm, bánh bột lọc (bộ ba bèo, nậm, lọc), bánh in, kẹo mè xửng,….
- Hủ tiếu Mỹ Tho ở Tiền Giang
- Mỳ Quảng ở vùng Quảng Nam
- Muối tôm, bánh canh Trảng Bàng ở Tây Ninh
- Tôm khô đất, khô cá sặc bổi, khô cá lóc đồng ở Cà Mau

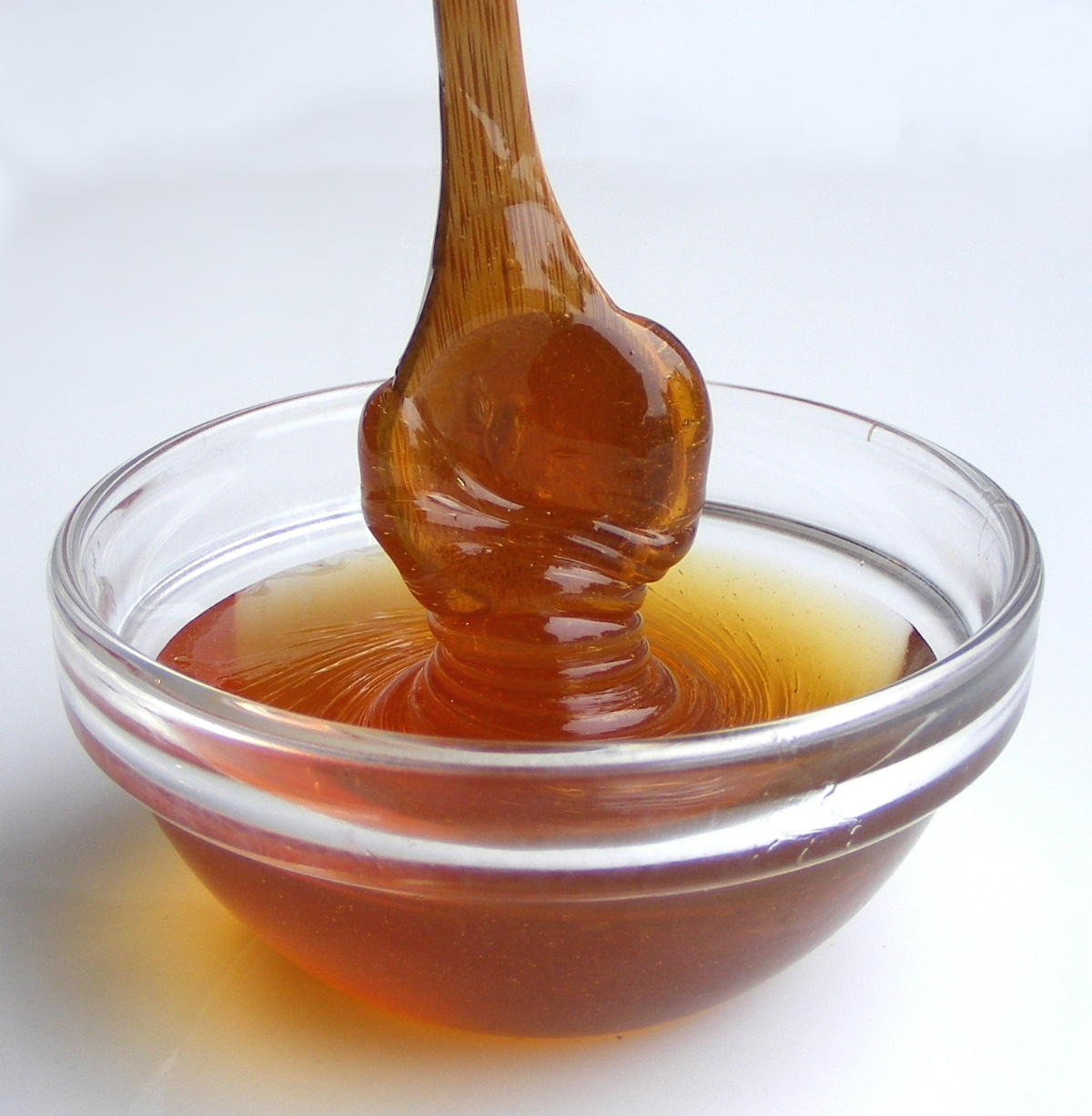
Kẹo mạch nha - đặc sản của vùng Quảng Ngãi

- Nước mắm Phú Quốc (đặc biệt là nước mắm nhĩ) ở vùng đảo Phú Quốc
- Nước mắm Phan Thiết, Mực một nắng ở Phan Thiết
- Trà xanh (trà móc câu) ở Thái Nguyên
- Kẹo dừa, đặc sản của xứ dừa Bến Tre, ngoài ra xứ này còn có các sản phẩm là từ dừa
- Bánh hỏi ở vùng Bình Định
- Bánh mì Sài Gòn (bánh mì kẹp (Việt Nam)), hủ tiếu gõ ở Thành phố Hồ Chí Minh
- Mực một nắng ở Bình Thuận
- Rượu cần ở vùng Tây Nguyên, cà phê ở Ban Mê Thuột
- Mứt hạt bàng ở vùng Côn Đảo
- Nem chua Thanh Hóa
- Nem chua Lai Vung ở vùng Đồng Tháp
- Bánh cuốn thịt nướng ở Hà Nam
- Chả cá Lã Vọng ở Hà Nội
- Bánh cuốn Thanh Trì ở Thanh Trì, Hà Nội
- Kẹo cu đơ ở Hà Tĩnh
- Bánh đa cua và Chả chìa ở Hải Phòng
- Gạo nàng thơm chợ Đào, rượu đế Gò Đen ở Long An
- Mực nhảy ở Cửa Lò, Nghệ An
- Bánh gai ở tp Nam Định
- Dê núi Ninh Bình ở vùng Ninh Bình
- Kẹo mạch nha và đường phổ ở Quảng Ngãi
- Thịt lợn Móng Cái ở Quảng Ninh
- Bánh pía ở vùng Sóc Trăng
- Rượu Kim Long ở Quảng Trị
- Bò sữa ở Mộc Châu, tỉnh Sơn La
- Chả chìa và bánh mì cay ở Hải Phòng.
- Bê thui Cầu Mống của Quảng Nam
- Bò tơ Củ Chi
- Cà phê chồn Đắk Lắk